# Chic Bates
Chic Bates (* 28. November 1949 in West Bromwich; † 14. Mai 2025) war ein englischer Fußballtrainer und -spieler. 

## Karriere

### Spieler
Von 1981 bis 1984 spielte Bates beim damaligen englischen Zweitligisten Shrewsbury Town. Anschließend beendete er seine Karriere als Spieler.

### Trainer
Nach seinem Karriereende als Spieler blieb Bates bei Shrewsbury, um die erste Mannschaft bis November 1987 zu trainieren. Zehn Jahre später besetzte er für ein halbes Jahr die Trainerstelle beim Zweitligisten Stoky City. Danach folgten mehrere kurze Einsätze als Interimstrainer, etwa im November 1999, als er Shrewsbury für ein Spiel betreute, und zuletzt 2004, als er die Mannschaft für fünf Spiele trainierte.